# Sandy (Utah)
Sandy is een plaats (city) in de Amerikaanse staat Utah, en valt bestuurlijk gezien onder Salt Lake County.

## Demografie
Bij de volkstelling in 2000 werd het aantal inwoners vastgesteld op 88.418.
In 2006 is het aantal inwoners door het United States Census Bureau geschat op 94.203, een stijging van 5785 (6.5%).

## Geografie
Volgens het United States Census Bureau beslaat de plaats een oppervlakte van
57,9 km², waarvan 57,8 km² land en 0,1 km² water.

## Sport
Hoewel de teamnaam anders doet vermoeden speelt voetbalclub Real Salt Lake haar wedstrijden in Sandy. De wedstrijden worden gespeeld in het Rio Tinto Stadium.

## Plaatsen in de nabije omgeving
De onderstaande figuur toont nabijgelegen plaatsen in een straal van 8 km rond Sandy.

## Geboren
- Rhyan White (2000), zwemster